# Triphosa
Triphosa is een geslacht van vlinders van de familie spanners (Geometridae), uit de onderfamilie Larentiinae.

## Soorten
- T. aberrans Warren, 1908
- T. acis Fletcher, 1961
- T. acutipennis Warren, 1896
- T. acyrota Prout, 1941
- T. aequivalens Prout
- T. affirmaria Walker, 1860
- T. agnata Le Cerf, 1918
- T. albiplaga Oberthür, 1887
- T. albirama Prout, 1938
- T. amdoensis Alphéraky, 1897
- T. antarctica Staudinger, 1899
- T. californiata Packard, 1871
- T. confusaria Leech, 1897
- T. consona Prout, 1926
- T. corrasata Warren, 1897
- T. dubiosata Walker, 1862
- T. dubitata (Linnaeus, 1758) -

grote boomspanner
- T. empodia Prout, 1941
- T. eucosmiata Staudinger, 1898
- T. expansa Moore, 1888
- T. gavara Druce, 1899
- T. haesitata (Guenée, 1858)
- T. hydatoplex Prout, 1938
- T. inca Prout, 1910
- T. incertata Staudinger, 1882
- T. largeteauria Oberthür, 1881
- T. lugens Bastelberger, 1909
- T. luteimedia Prout, 1941
- T. macroprora Prout, 1941
- T. melanoplagia Hampson, 1902
- T. mnestira Prout, 1938
- T. moniliferaria Oberthür, 1893
- T. nigralbata Warren, 1888
- T. obsoletaria Staudinger, 1898

- T. oenozona Prout, 1923
- T. pallescens Warren, 1896
- T. pallidivittata Snellen, 1874
- T. petronata Le Cerf, 1918
- T. praesumtiosa Prout, 1941
- T. pustularia Edwards, 1885
- T. quasiplaga Dyar, 1913
- T. rantaizanensis Wileman, 1916
- T. ravulata Staudinger, 1892
- T. rubrifusa Bastelberger, 1909
- T. rubrodotata Walker, 1862
- T. sabaudiata (Duponchel, 1830)
- T. salebrosa Prout, 1937
- T. sericata Butler, 1879
- T. seseraria Oberthür, 1893
- T. taochata Lederer, 1869
- T. tauteli Leraut, 2008
- T. tremulata Guenée, 1858
- T. tritocelidata Aurivillius, 1910
- T. umbrifacta Prout, 1923
- T. uniplaga Warren, 1904
- T. venimaculata Moore, 1867